# Palasa
Palasa is een bestuurslaag in het regentschap Sumenep van de provincie Oost-Java, Indonesië. Palasa telt 4523 inwoners (volkstelling 2010).